# 格雷夫森冰川
71°0′S 163°45′E / 71.000°S 163.750°E
格雷夫森冰川是南極洲的冰川，位於維多利亞地的彭內爾海岸，流經鮑爾斯山脈的波西山脈和探險者山脈，最終注入利利冰川，由新西蘭的探險隊命名。